# La Berrichonne de Châteauroux
O La Berrichonne de Châteauroux é um clube de futebol francês. Sua sede fica na cidade de Châteauroux localizada no departamento de Indre na região Centro. O clube foi fundado em 1881 como clube desportivo e foi fundado em 1916 como clube de futebol;110 anos depois em 1991 o clube se profissionalizou, e atualmente a equipe disputa o Championnat National. O nome do time vem de Berrichón, uma língua antiga falada em Châteauroux, parte da antiga província de Berry.
Em 1993/1994 o clube foi campeão do Championnat National.
Em 2003/2004 o clube foi vice campeão da Copa da França, a final foi contra o Paris Saint-Germain no Stade de France com o público de 78.357, a final contra o Paris Saint-Germain terminou 1 a 0.

## Títulos
- Ligue 2
  - Campeão (1): 1996–97
- Championnat National
  - Campeão(1): 2016–17
- Copa da França
  - Vice-Campeão(1): 2003–04

## Histórico De Classificações

### Classificações
|           | I  | II | III | IV | V | VI | Pts    | J  | V  | E  | D  | G.M. | G.S. | Diff. |
| 2008-2009 |    | 15 |     |    |   |    | 44 pts | 38 | 11 | 11 | 16 | 40   | 46   | -6    |
| 2007-2008 |    | 15 |     |    |   |    | 45 pts | 38 | 11 | 12 | 15 | 34   | 42   | -8    |
| 2006-2007 |    | 7  |     |    |   |    | 54 pts | 38 | 15 | 9  | 14 | 42   | 44   | -2    |
| 2005-2006 |    | 15 |     |    |   |    | 44 pts | 38 | 10 | 14 | 14 | 48   | 48   | 0     |
| 2004-2005 |    | 5  |     |    |   |    | 57 pts | 38 | 14 | 15 | 9  | 51   | 43   | +8    |
| 2003-2004 |    | 11 |     |    |   |    | 49 pts | 38 | 13 | 10 | 15 | 44   | 49   | -5    |
| 2002-2003 |    | 5  |     |    |   |    | 60 pts | 38 | 16 | 12 | 10 | 40   | 35   | +5    |
| 2001-2002 |    | 8  |     |    |   |    | 53 pts | 38 | 15 | 8  | 15 | 41   | 42   | -1    |
| 2000-2001 |    | 6  |     |    |   |    | 56 pts | 38 | 14 | 14 | 10 | 50   | 38   | +12   |
| 1999-2000 |    | 9  |     |    |   |    | 52 pts | 38 | 13 | 13 | 12 | 44   | 44   | 0     |
| 1998-1999 |    | 8  |     |    |   |    | 51 pts | 38 | 12 | 15 | 11 | 38   | 38   | 0     |
| 1997-1998 | 17 |    |     |    |   |    | 31 pts | 34 | 8  | 7  | 19 | 31   | 59   | -28   |
| 1996-1997 |    | 1  |     |    |   |    | 76 pts | 42 | 20 | 16 | 6  | 54   | 27   | +27   |

## Títulos
- Division 2
  - Campeão (1): 1996–97
- Championnat National
  - Campeão (1): 2016–17
- Coupe de France
  - Vice-Campeão (1): 2003–04